# 小牧站
小牧站（日语：／ Komaki eki */?）是位於愛知縣小牧市中央，屬於名古屋鐵道（名鐵）小牧線的鐵路車站。車站編號為KM06。
本條目亦會講述曾經存在的桃花台新交通桃花台線的小牧站與小牧站巴士總站。名古屋飛行場（小牧機場）並不鄰近此站，距離飛行場最近的車站為名鐵犬山線的西春站。

## 車站結構

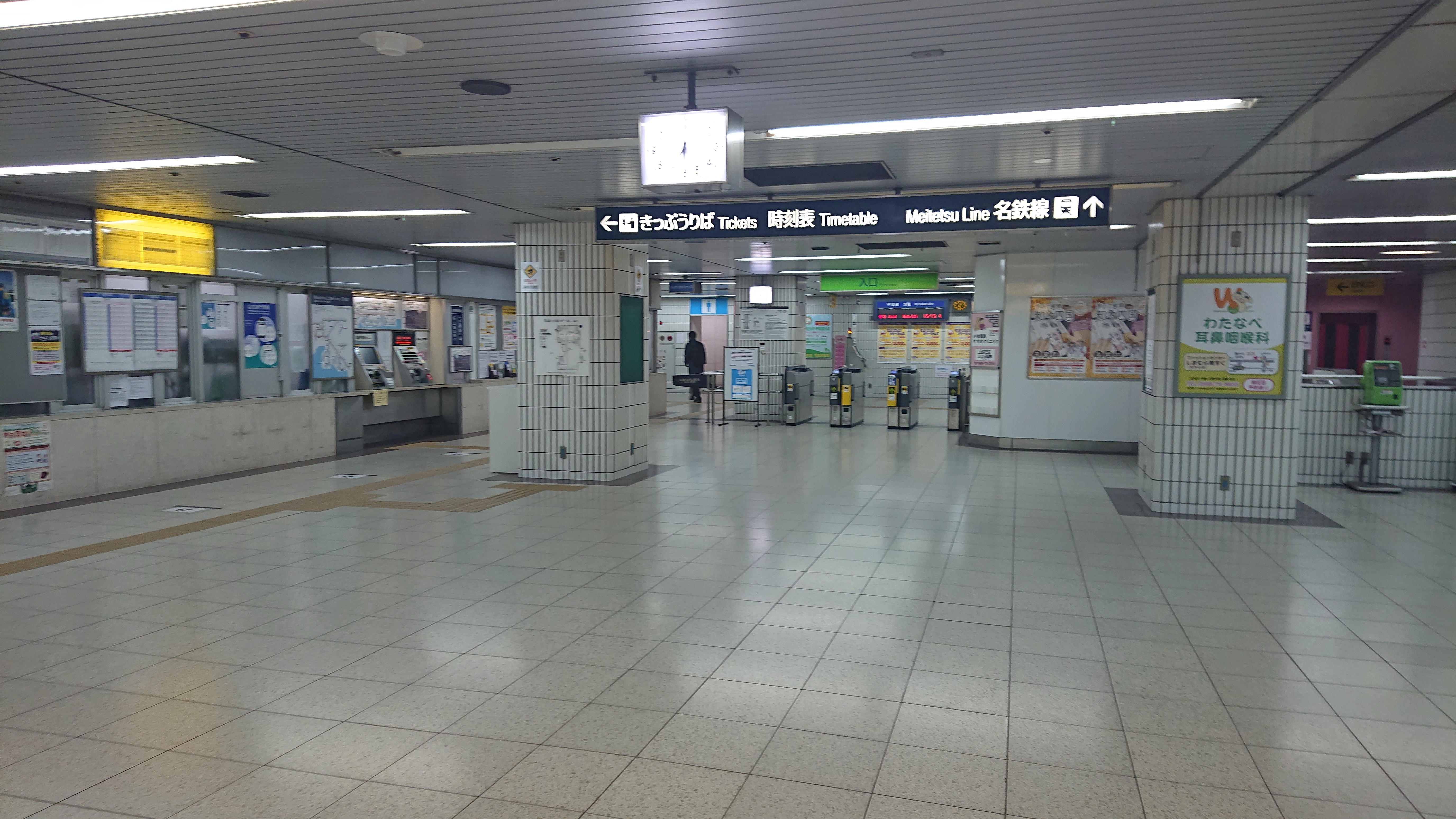
驗票口遠景（2020年12月）

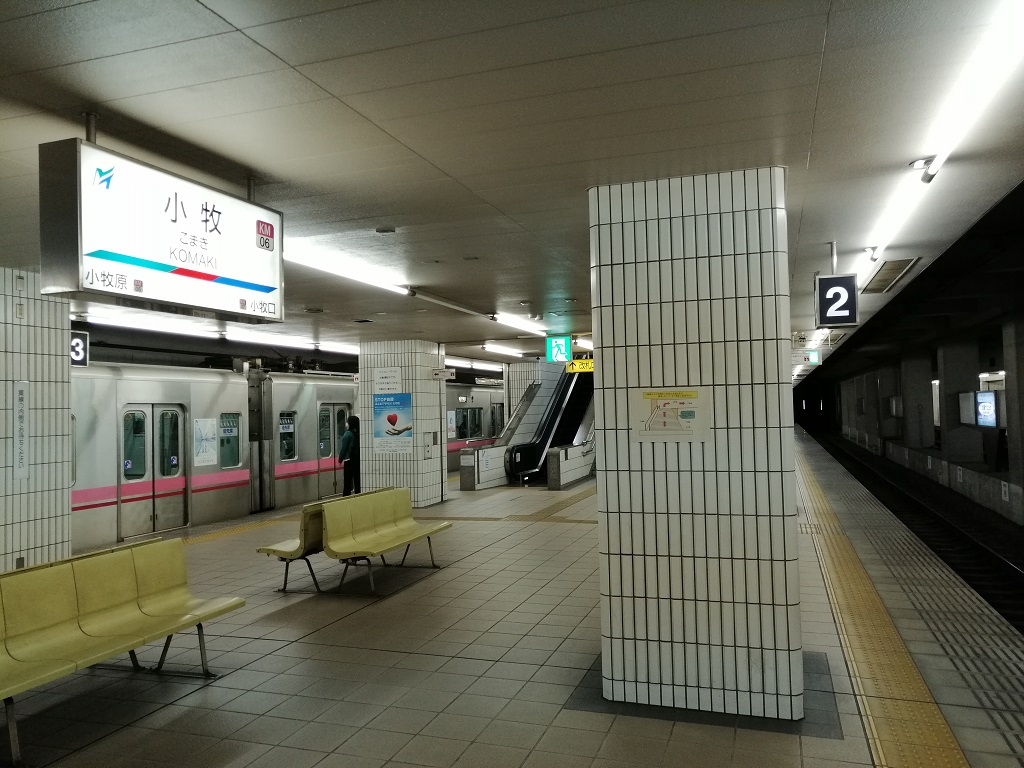
2號與3號月台（2021年10月）

本站為擁有側式月台1面1線與島式月台1面2線的地下車站。

### 月台配置
| 路線   | 月台 | 方向 | 目的地     | 備註                     |
| ------ | ---- | ---- | ---------- | ------------------------ |
| 小牧線 | 1    | 下行 | 犬山方向   |                          |
| 小牧線 | 2    | 下行 | 犬山方向   | 主要為此站始發、終到列車 |
| 小牧線 | 2    | 上行 | 平安通方向 | 主要為此站始發、終到列車 |
| 小牧線 | 3    | 上行 | 平安通方向 |                          |

### 配置圖
| ← 上飯田、 平安通方向 | 小牧站 構內配線略圖 | → 犬山方向 |
| 图例 参考文献：       |                     |            |

| ← 上飯田方向    | 地面車站時代的小牧站 配線略圖（1986年） | → 犬山方向 |
| 图例 参考文献： |                                         |            |

## 相鄰車站
名古屋鐵道
 小牧線
小牧口（KM07）－小牧（KM06）－小牧原（KM05）
岩倉支線 - 1964年（昭和39年）4月25日廢除
小牧－西小牧
桃花台新交通
桃花台線（廢除）
小牧－小牧原

## 外部連結
- 小牧 - 名古屋鐵道